# Gino Mazzarini
Gino Mazzarini (Roma, 25 ottobre 1898 – ...) è stato un arbitro di calcio italiano.

## Biografia
Nato a Roma nel 1898, iniziò ad arbitrare nel 1924 e fece parte dei fondatori del Gruppo Arbitri Romani "Erminio Sette" del CITA alla loro costituzione avvenuta alla fine del 1927 a Roma capitale.
Debuttò in Serie A nel 1930, dirigendo Livorno-Pro Vercelli del 1º giugno, 30ª di campionato, sfida terminata 1-1.
Chiuse la carriera arbitrale alla fine della stagione calcistica 1938-1939, arbitrando per l'ultima volta il 30 ottobre 1938, in Juventus-Genova 1893 1-1 del 6º turno di Serie A.
In totale in carriera diresse 84 gare in Serie A.
Nel 1945 fu presidente della commissione arbitrale regionale del Lazio.